# Fluvionectes
Fluvionectes – rodzaj plezjozaura.
Skamieniałości plezjozaurów z rodziny Elasmosauridae mają w południowej Albercie długą historię. W znajdujących się tam skałach formacji Dinosaur Park pierwsze elasmozaurydowe skamieniałości znaleziono jeszcze pod koniec XIX wieku, w 1898. Campbell i współpracownicy ubolewają, że nie poświęcono im należytej uwagi, pomimo rzadkiego wśród pozostałości wodnych gadów pochodzenia z osadów rzecznych, a nie morskich.
Formacja Dinosaur Park pochodzi z późnego kampanu w kredzie późnej. Budują ją osady aluwialne i paraliczne (nadmorskie), grube na maksymalnie 70 m, sąsiadujące z formacjami Oldman na górze i Bearpaw poniżej. Wraz z formacją Oldman należy do grupy Belly River. Skały te, prócz Alberty obecne także w Saskatchewan, odłożyły się na wschodnim wybrzeżu Morza Środkowego Zachodu, śródlądowego morza przecinającego w okresie kredy Amerykę Północną. Na zachód od niego znajdowała się przybrzeżna równina przecięta rzekami uchodzącymi do Morza. Rzeczona formacja powstała podczas transgresji zbiornika, zbudowały ją odkładające się piaski i muły meandrujących rzek od 100 do 250 m od ujścia, tworzących kanały od 35 do 165 m, a być może powyżej 200 m szerokości oraz głębokości od 5 do 25 m. Tereny te pozostawiły po sobie liczne skamieniałości, wśród których wymienić można:
- inne plezjozaury z rodzin Elasmosauridae i Plesiosauridae[1],
- łuskonośne z rodzin Helodermatidae, mozazaurów, Necrosauridae, waranowatych i Xenosauridae[4],
- żółwie z rodzin Adocidae, Baenidae, Chelydridae, Macrobaenidae, Nanhsiungchelyidae, Trionychidae[1],
- Choristodera[1],
- krokodyle z grupy Alligatoroidea[1],
- pterozaury z rodziny azdarchów[1],
- dinozaury należące do Ankylosauria, pachycefalozaurów, Ceratopsia, ornitopodów spośród ptasiomiednicznych oraz teropodów z gadziomiednicznych[1],
- ssaki z torbaczy, wieloguzkowców i łożyskowców[1],
- liczne płazy Lissamphibia, jak Albanerpeton z Allocaudata, płazy ogoniaste Scapherpeton, Lisserpeton, Opisthotriton, Habrosaurus i nieopisane jeszcze rodzaje oraz nienazwane jeszcze Salientia[5],
- z ryb kostnych doskonałokostne przejściowce, jesiotrokształtne, ryby chrzęstne Hybodontiformes i Rhinobatoidae[1].

Badania trwały nadal i pomiędzy 1990 a 2012 znajdywano kolejne szczątki plezjozaurów, w tym także te składające się na najbardziej kompletny szkielet Elasmosauridae znaleziony w tej formacji. Kości nie zachowały połączeń stawowych, spoczywały na powierzchni 2,5 m². Znalezisko, odkryte przez Donnę Sloan z Royal Tyrrell Museum of Palaeontology w Sage Creek Provincial Grazing Reserve w okolicy Onefour, skatalogowano jako TMP 2009.037.0068/1990.046.0001/.0002. Prócz niego znaleziono jeszcze szczątki nieco większego zwierzęcia tego samego gatunku, skatalogowane potem jako TMP 2009.037.0007. Na jego podstawie opisano nowy rodzaj zwierzęcia, obierając pierwszy z wspomnianych okazów jego holotypem.
James A. Campbell, Mark T. Mitchell, Michael J. Ryan, Jason S. Anderson w 2021 opublikowali w PeerJ artykuł pod tytułem A new elasmosaurid (Sauropterygia: Plesiosauria) from the non-marine to paralic Dinosaur Park Formation of southern Alberta, Canada ("Nowy Elasmosauridae (Sauropterygia: Plesiosauria) z niemorskiej do paralicznej formacji Dinosaur Park z południowej Alberty, Kanada"). Nadali zwierzęciu nazwę rodzajową Fluvionectes. Deklarują, że utworzyli ją z łacińskiego słowa fluvius oznaczającego rzekę od zlatynizowanego greckiego słowa nectes oznaczającego pływaka. Słowa te połączyli spójką o, jak sami przyznają w swej pracy, użytą niepoprawnie. Zawczasu polemizują z ewentualną krytyką, wskazując, że tak właśnie decydują się zapisywać i wymawiać utworzoną przez siebie nazwę, wskazując zarazem niezasadność ewentualnych korekt celem dostosowania do zasad Międzynarodowej Komisji Nomenklatury Zoologicznej. W rodzaju umieścili pojedynczy gatunek, którego epitet gatunkowy sloanae upamiętnia osobę, która znalazła kości.
Diagnozę rodzaju oparli Campbell et al. na następujących cechach:
- łuki obojczyka kształtem przypominające bumerang, cechujące się wypukłym brzegiem przednio-bocznym, zagłębieniem w brzegu tylnym, o ostrym wyrostku przednim i dobrze wyrażonym kilku brzusznym,
- kręgi grzbietowe w liczbie 22, z karbami brzusznymi na przednich grzbietowych trzonach[1].

Wśród innych charakterystycznych cech zwierzęcia cytowani badacze wskazują wysokie tylne kręgi szyjne, trzy kręgi piersiowe i pięć krzyżowych, wydłużone ramię grzbietowe łopatki, kość kruczą z otwartym sercokształtnym otworem międzykruczym, dodatkową powierzchnię epipodialną kości ramiennej, dalej miednicę z wgłębieniem przednio-bocznym.
Badacze przeprowadzili analizę filogenetyczną celem umiejscowienia Fluvionectes na drzewie rodowym Elasmosauridae. Nie zbierając wszystkich danych od początku, wykorzystali ich zbiór wykorzystany wcześniej przez innych autorów, Sachsa et al. z 2018 poświęconej Styxosaurus, wykorzystując również dane z pracy części tych autorów z rok wcześniejszej pracy dotyczącej Libonectes, a także z pracy poświęconej Brancasaurus. W efekcie zgromadzono dane 92 taksonów, w tym 23 przedstawicieli Elasmosauridae. Przeanalizowano po 270 cech, nie różnicując ich wagi. Metodą największej parsymonii otrzymano 4200 drzew, najwłaściwsze wybrano, kierując się metodą strict consensus. W otrzymanym drzewie liczne taksony, w tym również Fluvionectes, pozostawały w nierozwikłanej politomii. Jednakże usunięcie z drzewa gatunków Styxosaurus snowii i Tuarangisaurus keyesi pozwoliło uzyskać drzewa z mniejszą liczbą taksonów w politomii. Fluvionectes pozostawał na nim w politomii z Nakonanectes, Terminonatator, Albertonectes i nieokreślonego gatunku okazem Styxosaurus.